# Gabriela Navrátilová
Gabriela Navrátilová (2 giugno 1976) è un'ex tennista ceca.
Non ha nessun rapporto di parentela con la più celebre tennista Martina Navrátilová.

## Biografia
Fu finalista in diversi tornei di coppia come quello dell'Estoril Open 2004 insieme a Olga Blahotová, dove perse contro il duo Emmanuelle Gagliardi - Janette Husárová. Nello stesso la stessa coppia perse un'altra finale, l'Abierto Mexicano de Tenis Telefonica Movistar 2004, dove ebbero la meglio Lisa McShea e Milagros Sequera.
Nel 2005 arrivò in semifinale all'Australian Open 2005 - Doppio femminile dove esibendosi con Michaela Paštiková sfidò Lindsay Davenport e Corina Morariu in uno scontro combattuto: la Navrátilová vinse il primo set 6-3 ma perse i successivi due, 2-6 e 3-6. Nel ranking raggiunse la 32ª posizione di coppia il 25 luglio del 2005.
Anni dopo, cambiando partner, giunse ad un'altra finale, disputata con Martina Müller, ma le due vennero sconfitte da Vladimíra Uhlířová e Ágnes Szávay al Budapest Grand Prix 2007.